# 迪内斯赫普尔
迪内斯赫普尔（Dineshpur），是印度北阿坎德邦Udham Singh Nagar县的一个城镇。总人口8856（2001年）。

## 人口
该地2001年总人口8856人，其中男性4597人，女性4259人；0—6岁人口1523人，其中男797人，女726人；识字率56.50%，其中男性为64.65%，女性为47.71%。